# Delonix pumila
Delonix pumila är en ärtväxtart som beskrevs av Du Puy, Phillipson och Raymond Rabevohitra. Delonix pumila ingår i släktet Delonix, och familjen ärtväxter. Inga underarter finns listade i Catalogue of Life.

## Bildgalleri

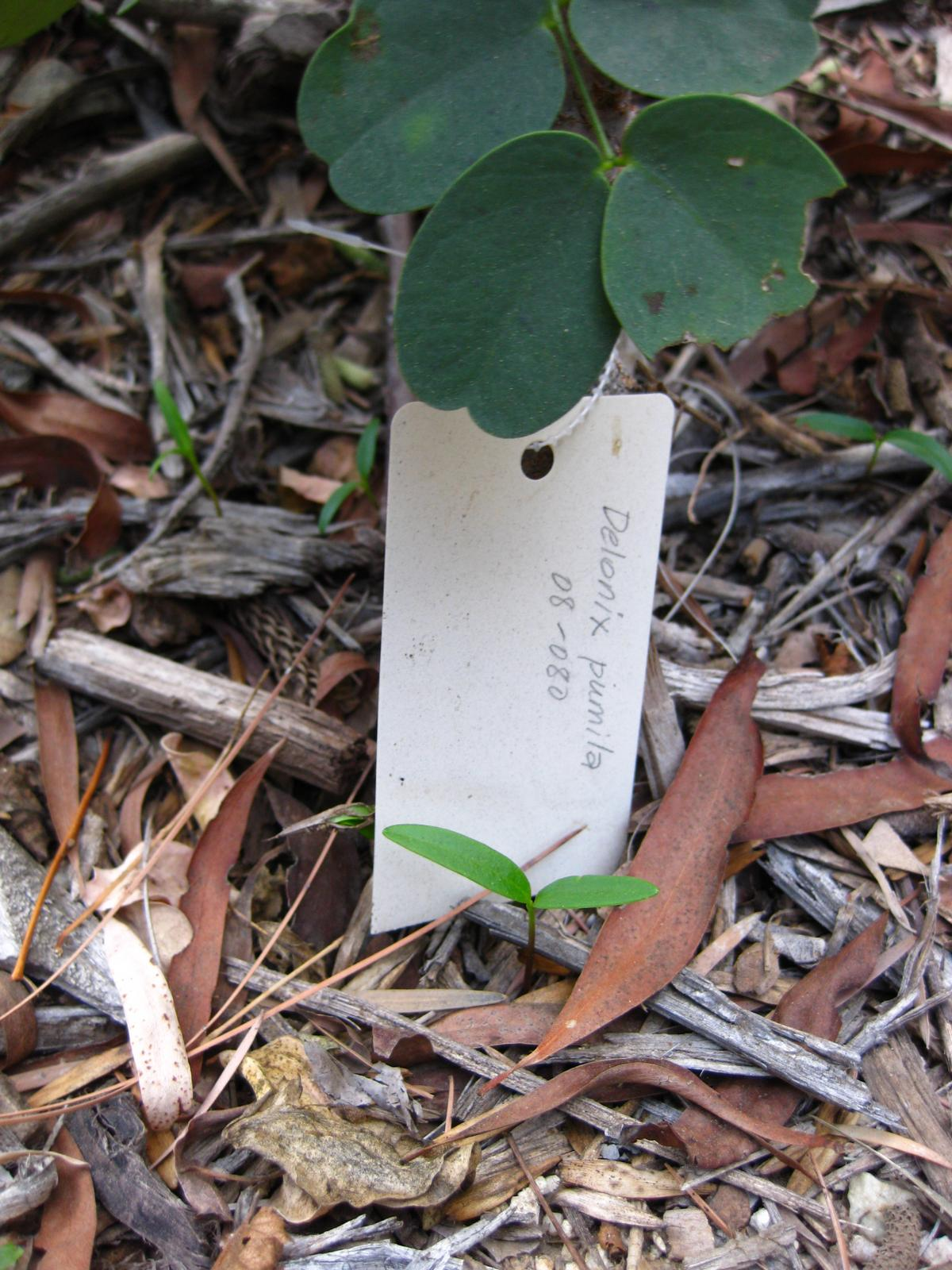